# Pseudoscaptobius bosumicus
Pseudoscaptobius bosumicus är en skalbaggsart som beskrevs av Jan Krikken 1976. Pseudoscaptobius bosumicus ingår i släktet Pseudoscaptobius och familjen Cetoniidae. Inga underarter finns listade i Catalogue of Life.